# جون ديمجينجوك
جون ديمجينجوك (بالأوكرانية: Іван Миколайович Дем'янюк) (و. 1920 – 2012 م) هو جلاد، وجندي، وعسكري من الاتحاد السوفيتي، والولايات المتحدة الأمريكية، وانعدام الجنسية . ولد في Dubovi Makharyntsi .
توفي في Bad Feilnbach.

## الخدمة العسكرية
خدم في الجيش الأحمر.